# Sundadanio
Sundadanio ist eine Gattung sehr kleiner Süßwasserfische aus der Ordnung der Karpfenartigen und besteht aus acht Arten. Die Gattung kommt im tropischen Südostasien auf Sumatra, Bangka, Bintan und Singkep vor und bewohnt torfige Sümpfe und Schwarzwasserflüsse.

## Merkmale
Die Sundadanio-Arten werden 1,6 bis 2,3 cm lang. Die Männchen besitzen an den Körperseiten ein hellblaues, smaragdgrünes, oranges oder rotes Längsband, dessen Breite von Art zu Art unterschiedlich ist. Der Bauch ist weinrot bis orange, auf der vorderen Hälfte der Afterflosse liegt ein schwarzer Fleck. Weibchen sind transparent und zeigen verstreut über einen Großteil der Körperoberfläche kleine Melanophoren. Neben der Färbung zeigt sich ein Geschlechtsdimorphismus auch im Achsenskelett und im Beckengürtel. Das Cleithrum der Männchen, ein paariger Deckknochen im Schultergürtel, besitzt einen großen membranösen Flansch am hinteren Ende. Der Schultergürtelknorpel der Männchen ist völlig verknöchert. Der Kopf des fünften Wirbels und der Außenarm eines Knöchelchens des Weberschen Apparats (Os suspensorium) ist bei Männchen vergrößert und bis zu 10 mal dicker als bei den Weibchen. Der fünfte Brustflossenstrahl der Männchen ist stark verdickt und hat einen kleinen, spitzen, manchmal geriffelten Kamm auf seiner dorsalen Oberfläche. Männchen zeigen fast auf der gesamten Rumpfoberfläche, der Ober- und Unterseite des Kopfes und auf Ober- und Unterkiefer konische Tuberkeln.
Die Schuppen von Sundadanio sind dünn und cycloid. Sie fehlen auf einer vor der Rückenflosse gelegenen dorsalen Mittellinie und über der Afterflossenbasis, bei S. axelrodi auch auf dem Schwanzstiel. Die übrigen Arten haben 32 bis 34 Schuppen in einer mittleren Längsreihe und 12 rings um den Schwanzstiel. Die Schlundzähne sind in zwei Reihen angeordnet, mit einem bis zwei Zähnen in der äußeren und fünf in der inneren Reihe.
- Flossenformel: Dorsale ii-iii/6/i; Anale iii/6–7; Caudale 10 + 9 (9–12 dorsale und 8–11 ventrale Nebenflossenstrahlen), Pectorale 9; Ventrale 6–7.
- Wirbel: 34–36 (14–15 Abdominalwirbel und 19–21 Schwanzwirbel).
- Hypuralia: 5–6.

## Systematik
Die Gattung Sundadanio wurde im Jahr 1999 durch den Schweizer Ichthyologen Maurice Kottelat und seinen deutschen Kollegen Kai-Erik Witte eingeführt. In der Datenbank Fishbase wird die Gattung den Bärblingen (Danioninae) zugeordnet, im Catalog of Fishes, der monatlich aktualisiert wird, gehören sie zusammen mit der ebenfalls kleinwüchsigen Gattung Fangfangia zur Familie Sundadanionidae, die nach Sundadanio benannt wurde.

## Arten
Bis heute wurden acht Arten beschrieben:
- Sundadanio atomus Conway, Kottelat & Tan, 2011
- Sundadanio axelrodi (Brittan, 1976)
- Sundadanio echinus Conway, Kottelat & Tan, 2011
- Sundadanio gargula Conway, Kottelat & Tan, 2011
- Sundadanio goblinus Conway, Kottelat & Tan, 2011
- Sundadanio margarition Conway, Kottelat & Tan, 2011
- Sundadanio retiarius Conway, Kottelat & Tan, 2011
- Sundadanio rubellus Conway, Kottelat & Tan, 2011